# Paedophoropus
Paedophoropus is een geslacht van weekdieren uit de klasse van de Gastropoda (slakken).

## Soort
- Paedophoropus dicoelobius Ivanov, 1933